# Glasmilbe
Die Glasmilbe (Neumania vernalis) ist eine Art aus der Überfamilie der Süßwassermilben (Hydrachnellae).
Die Tiere sind durchscheinend gelblich bis bläulich gefärbt. Die Palpen sind klein und wesentlich dünner als die Vorderbeine und besitzen kurze Haarhöcker. Auffällig sind die Hüftplatten der Vorderbeine, die lang und spitz bis zu denen der Hinterbeine herunterreichen, die der Hinterbeine besitzen am hinteren Rand einen Haken. Die Beine, besonders die Hinterbeine, sind mit Schwimmborsten ausgestattet.
Die Glasmilbe lebt in stehenden Gewässern und ist die häufigste von zehn mitteleuropäischen Arten der Gattung Neumania.